# Stadion Chimik w Dzierżyńsku
Stadion Chimik – wielofunkcyjny stadion w Dzierżyńsku, w Rosji. Został otwarty w 1956 roku. Obecnie bieżnia lekkoatletyczna nie nadaje się do użytku. Część trybun znajduje się w złym stanie i nie jest eksploatowana, pozostałe mogą pomieścić 10 000 widzów. Na obiekcie swoje spotkania rozgrywa drużyna Chimik Dzierżyńsk.